# Playa El Garrapatero
La playa El Garrapatero es un lugar turístico de la Isla Santa Cruz, en el archipiélago de las islas Galápagos.
Tiene una longitud de alrededor de 1.500 metros y se encuentra fuera de la zona urbana, a 38km de Puerto Ayora. Existe en ella un bosque de árboles denominados manzanillo, y cuenta con una importante presencia de eucalipto. 
Existe una laguna de agua salada donde llegan flamencos rosados, pinzones y aves migratorias.
Se denomina "El Garrapatero", pues según los colonos se trajo un animal denominado con este título con el fin de eliminar las garrapatas del ganado.

## Flora y fauna
En esta playa se registra la reaparición de una especie endémica de las Islas Galápagos, la scalesia retroflexa, en peligro crítico de extinción. Esta especie ha reflorecido naturalmente en la zona, según lo documentado por la Fundación Charles Darwin.